# Yūsuke Tanaka (athlétisme)
Yūsuke Tanaka (田中 佑典, Tanaka Yūsuke, né le 11 janvier 1998) est un athlète japonais, spécialiste du sprint.
En juin 2017, il bat à Hiratsuka ses records sur 100 m et sur 200 m. En août 2017, il remporte la médaille d'or du relais 4 x 100 m lors de l'Universiade 2017 à Taipei, avec ses coéquipiers Jun Yamashita, Shūhei Tada et Shō Kitagawa.